# Tyrannida
Tyrannida jsou jedním z taxonů křikavých pěvců.

## Fylogeneze a taxonomie
Fosilie této skupiny známe již z období třetihorního oligocénu (asi před 30 miliony let) z území současné Francie. Podřád Tyrannida bývá rozdělován do tří až pěti čeledí. Podle současných výzkumů jej tvoří čtyři hlavní klady – pipulky, kotingy, tityry a tyrani (poslední skupina bývá někdy dále rozdělována). Přestože je jasné, že jsou tyto čtyři skupiny příbuzné, jejich vzájemné vztahy nejsou dosud zcela jasné.

### Čeledi infrařádu
- Pipridae, pipulkovití – 51 druhů ve 12 rodech
- Cotingidae, kotingovití – 66 druhů ve 26 rodech
- Tityridae, tityry – 37 druhů v 11 rodech
- Tyrannidae, tyranovití – 412 druhů ve 105 rodech